# Dicellarius sternolobus
Dicellarius sternolobus är en mångfotingart som beskrevs av Loomis 1969. Dicellarius sternolobus ingår i släktet Dicellarius och familjen Xystodesmidae. Inga underarter finns listade i Catalogue of Life.